# Ricardo Elmont
Ricardo Willy Elmont (Paramaribo, 16 september 1954 – Amsterdam, 2 september 2013) was een Surinaams judoka.

## Biografie
Hij is de Sporter van het jaar van 1974.
In 1976 nam hij namens het net onafhankelijk geworden Suriname deel aan de Olympische Zomerspelen in Montreal (Canada). Hij was de vlaggendrager tijdens de opening en kwam uit in het middengewicht (tot 80 kg) en werd in de eerste ronde verslagen door de uit de Sovjet-Unie afkomstige Valeri Dvoinikov. Dvoinikov zou in deze klasse de zilveren medaille halen. In de herkansing verloor Elmont opnieuw; ditmaal van de Turkse judoka Süheyl Yesilnur.
Elmont ging later in Nederland wonen. Zijn zonen Guillaume Elmont en Dex Elmont werden in navolging van hun vader eveneens judoka en beide zijn namens Nederland uitgekomen op Europese- en wereldkampioenschappen judo. Guillaume Elmont werd in 2005 zelfs wereldkampioen in de klasse tot 81 kilo en nam in 2004 ook deel aan de Olympische Zomerspelen van 2004 in Athene. Vier jaar later namen beide zoons voor Nederland als judoka deel aan de 
Olympische Zomerspelen van 2008 in Beijing waarbij Guillaume op de 5e plaats eindigde.